# Пожемаю (приток Харуты)
Пожемаю (устар. Пожема-Ю) — река в Шурышкарском районе Ямало-Ненецкого АО. Исток находится в горах Войкарсыньинского массива, на высоте 665 м, длина — 34 км. Устье находится в 10 км по правому берегу реки Харута. Притоки незначительны: правые — Вугырвож, Лымъяшор и Улысвож, левый Вылысвож.

## Данные водного реестра
По данным государственного водного реестра России относится к Нижнеобскому бассейновому округу, водохозяйственный участок реки — Обь от впадения реки Северная Сосьва до города Салехард, речной подбассейн реки — бассейны притоков Оби ниже впадения Северной Сосьвы. Речной бассейн реки — (Нижняя) Обь от впадения Иртыша.